# Parafia Wniebowzięcia Najświętszej Maryi Panny w Starym Zamościu
Parafia Wniebowzięcia Najświętszej Maryi Panny w Starym Zamościu – parafia należąca do dekanatu Sitaniec diecezji zamojsko-lubaczowskiej. Została utworzona w 1531. Mieści się pod numerem 91. Prowadzą ją księża diecezjalni.

## Historia
Parafia w Starym Zamościu istniała już w 1531 roku, a proboszczami byli kanonicy i profesorowie Akademii Zamojskiej. W latach 1551–1591 w kościele był zbór kalwiński. W latach 30. XVI wieku prawdopodobnie zbudowano kolejny kościół. W 1592 roku obecny murowany kościół został restaurowany od fundamentów, z fundacji kanclerza Jana Zamoyskiego. W 1813 roku kościół zniszczył pożar, a w 1844 roku został odrestaurowany przez ordynację zamojską. 
W 1902 roku kościół został przebudowany i powiększony. W czasie II wojny światowej został zamordowany proboszcz, ks. Leon Chróścicki, a mieszkańcy Starego Zamościa zostali wysiedleni.
Proboszczowie parafii:
1828–1849. ks. Fabian Sędrowski.
1848–1849. ks. Tomasz Garlicki.
1849–1887. ks. Franciszek Woszczyński.
1887–1926. ks. Mikołaj Gozdalski.
1926–1941. ks. Leon Chrościcki.
1945–1955. ks. Antoni Lamparski.
1955–1965. ks. Wacław Staniszewski.
1965–1977. ks. Stanisław Szczepanek.
1977–1999. ks. Aleksander Siwek.
1999–2011. ks. Błażej Górski.
2011– nadal ks. Mirosław Sawka.

## Terytorium parafii
Na terenie parafii jest 5741 wiernych w miejscowościach: Stary Zamość, Borowina Starozamojska, Chomęciska Duże, Chomęciska Małe, Deszkowice-Kolonia, Doły-Kolonia, Krasne, Krasne-Kolonia, Majdan Sitaniecki, Nowa Wieś, Podkrasne-Kolonia, Podstary Zamość, Ruskie Piaski, Kolonia Stary Zamość, Tarzymiechy I, Tarzymiechy II, Tarzymiechy III, Wierzba, Wisłowiec ( Wisłowiec-Kolonia, Chomęciska Duże-Kolonia), Zamszany-Kolonia.

## Kościoły filialne
- Krasne – kościół filialny, pw. MB Nieustającej Pomocy, z lat 1982-1983.
- Tarzymiechy II – kościół filialny, pw. MB Matki Kościoła, murowany z 1980 roku.
- Majdan Sitaniecki – kaplica pw. Miłosierdzia Bożego.
- Wisłowiec – kaplica.